# Bitva o Hamburger Hill
Bitva o kótu 937 nebo bitva o horu Ap Bia, známá spíše jako bitva o Hamburger Hill, byla bitvou vietnamské války, v níž se setkaly jednotky Spojených států amerických a Jižního Vietnamu s jednotkami Severního Vietnamu v období mezi 10. a 20. květnem 1969. Boje si vyžádaly 72 padlých amerických vojáků a asi 630 mrtvých na straně Severního Vietnamu. Výraznou nespokojenost na straně USA kromě palby do vlastních řad, která představovala asi 10 % celkových ztrát, způsobilo i to, že americké jednotky dobytý kopec 2 dny po bitvě opustily a umožnily tak Severovietnamcům jeho opětovné obsazení. Bitva byla součástí rozsáhlejší operace Apache Snow, během níž se v květnu 1969 americké a jihovietnamské jednotky snažily vytlačit severovietnamskou armádu z údolí A Shau.

## Situace na počátku roku 1969
Na začátku roku 1969 v Jižním Vietnamu neprobíhaly žádné rozsáhlé pozemní bojové operace. USA vedly bombardovací kampaň stroji B-52 na území Kambodže pod krycím označením operace Menu. V lednu však americké síly zlikvidovaly zásobovací základnu partyzánů v pohraničním údolí A Shau.
Vrch, americkými vojáky přezdívaný Hamburger Hill (hamburger z angl. sekaná) podle toho, že "boje na něm dělaly z vojáků sekanou", se vietnamsky jmenuje Đồi A Bia. Je to horský masiv asi 2 km od laoské hranice na západní straně údolí A Shau, který stojí osaměle oddělen od blízkého pohoří Annam. Vrch porostlý hustou džunglí dosahuje nadmořské výšky 937 m.

## Bitva
Během operace Apache Snow se Američané a Jihovietnamci pokoušeli o vyvíjení tlaku na severovietnamské oddíly v údolí A Shau, kde se nacházela jejich zásobovací základna. Severovietnamské komunikace v údolí byly součástí Ho Či Minovy stezky. Při postupu do oblasti se 11. května 1969 americká rota 3. praporu 187. pěchotního pluku 101. výsadkové divize dostala pod těžkou palbu z kulometů a raketometů z oblasti kopce. Na kopci se nacházela silně opevněná postavení 7. a 8. praporu 29. pluku severovietnamské lidové armády (VLA).
Americký 3. prapor se nejprve pokusil v následujících 3 dnech o útok směrem na kopec, ale silná palba nepřítele mu neumožnila postoupit. Prapor byl proto posílen dalšími dvěma prapory divize (1/506 a 2/501) a jedním praporem 3. pluku jihovietnamské armády. Poté, co byl kopec zcela odříznut, se 18. května útokům dvou praporů podařilo prorazit severovietnamské postavení a dostat se k blízkosti vrcholu kopce. Nicméně následná průtrž mračen je přiměla k ústupu. Při boji došlo k nepříjemnému omylu, když vrtulníky AH-1 Cobra vzdušného dělostřelectva spustily v nepřehledném terénu palbu do vlastních jednotek, zabily 2 a zranily 35 vojáků. Přičemž tím pomohly nepříteli odrazit probíhající útok amerických výsadkářů. Postup k vrcholu byl zdlouhavý, převážně kvůli komplikovanému terénu a odhodlání obrany nepřítele. Kopec byl protkán tunely a partyzáni byli proto schopni každou noc přivážet posily a odvážet raněné. Palebné bunkry jim přitom poskytovaly solidní ochranu před útoky letectva a dělostřelectva. Vrcholek kopce byl na konci boje zcela bez stromů. Americké jednotky na kopec svrhly 450 tun pum a 68 tun napalmu. Většina přeživších vojáků VLA se poslední noc bojů stáhla. Po celkem deseti útocích bylo temeno kopce dobyto 20. května.

## Dohra
Boje stály život 72 Američanů a dalších 372 bylo zraněno. Američané napočítali na bojišti 630 těl vojáků VLA, 7. a 8. prapor 29. pluku VLA byly prakticky zničeny. Jelikož cílem amerických útoků bylo zničit nepřítele, po skončení boje americké jednotky na vrcholu nasedly na vrtulníky a odletěly na základnu a dovolily tak Severovietnamcům kopec znovu obsadit bez boje. Zejména řadovým vojákům připadalo takové jednání jako plýtvání jejich životy.

## Film
O bitvě vznikl v roce 1987 válečný historický film nazvaný Hamburger Hill. Režisér John Irvin jej natočil podle scénáře Jamese Carabatsose, hudbu složil Philip Glass.